# Louis Zimmer
Louis Zimmer (Lier, 8 september 1888 - aldaar, 12 december 1970) was een Belgische uurwerkmaker en amateurastronoom.
Hij was de maker van drie bekende uurwerken die zich in Lier bevinden: de Jubelklok, de Astronomische Studio in de Zimmertoren en de Wonderklok.
Zimmer werd geboren als zoon van een horlogemaker. Op de middelbare school blonk hij uit in wiskunde en astronomie. Tijdens de Eerste Wereldoorlog studeerde hij astronomie en geologie. Hij maakte een wonderpendule, die hij aanbood aan koning Albert I, en hij verbeterde het klokkenspel van de Sint-Gummaruskerk in Lier. Later ontwierp hij ook een automatische schakeling voor de verlichting van de kerktoren.
In 1928 bood hij zijn geboortestad een bijzondere klok aan, die niet alleen de standaardtijd aangaf, maar ook de decimale tijd, de schijngestalten van de maan, de dag van de week, de draaiing van de aardas en nog tal van andere gegevens. Het stadsbestuur van Lier besloot de middeleeuwse Corneliustoren, die was aangekocht om te worden afgebroken, te bestemmen voor dit bijzondere uurwerk. De toren werd verbouwd en op 29 juni 1930 werd de zogeheten 'Jubelklok' onthuld, ter gelegenheid van het 100-jarig bestaan van België (vandaar de naam Jubelklok). De toren werd omgedoopt tot Zimmertoren. In totaal telt de klok 57 wijzerplaten, waarvan 13 zich aan de buitenkant van de toren bevinden.
Zimmer werkte hierna aan zijn Astronomische Studio die in 1932 voltooid werd en is ondergebracht op de eerste verdieping van de toren. De Studio wordt aangedreven door hetzelfde moederhorloge als de Jubelklok.
Zimmer bouwde een nog veel uitgebreidere versie van zijn klok voor de Wereldtentoonstelling van 1935 in Brussel. Deze klok wordt de 'Wonderklok' genoemd. Zimmer haalde de klok terug naar Lier nadat ze in Brussel moedwillig beschadigd was. In 1938 werd de klok naar de Verenigde Staten gestuurd om te worden tentoongesteld. Door het uitbreken van de Tweede Wereldoorlog geraakt de klok verloren. In 1953 vond men de klok terug, en eind 1954 arriveerde de klok terug op Lierse bodem. In 1960 werd de klok dan opgesteld in een paviljoen naast de Zimmertoren. In dit paviljoen bevindt zich ook zijn vroegere werkplaats, overgebracht vanuit zijn huisje achter de Grote Kerk.
Zimmer werd op 13 juni 1970 als eerste ooit tot ereburger van de stad Lier benoemd naar aanleiding van de 40e verjaardag van de inhuldiging van de Zimmertoren. Hij is anno 2022 een van de vier ereburgers van Lier en vormt samen met drie andere bekende Lierenaars (Isidore Opsomer, Felix Timmermans en Lodewijk Van Boeckel) het klavertje vier van Lier.
Op 12 december 1970 overleed hij op 82-jarige leeftijd in zijn geboortestad aan de Nete.
Ter nagedachtenis aan Louis Zimmer werd een planetoïde naar hem vernoemd: de planetoïde Zimmer. Planetoide 3064 Zimmer werd ontdekt op 28 januari 1984 op de Amerikaanse sterrenwacht van Anderson Mesa. Deze naam werd gesuggereerd door de Belgische amateur-astronoom Edwin Goffin.
Louis Zimmer was gehuwd met Bertha Dirckx (1896-1979).

## Fotogalerij

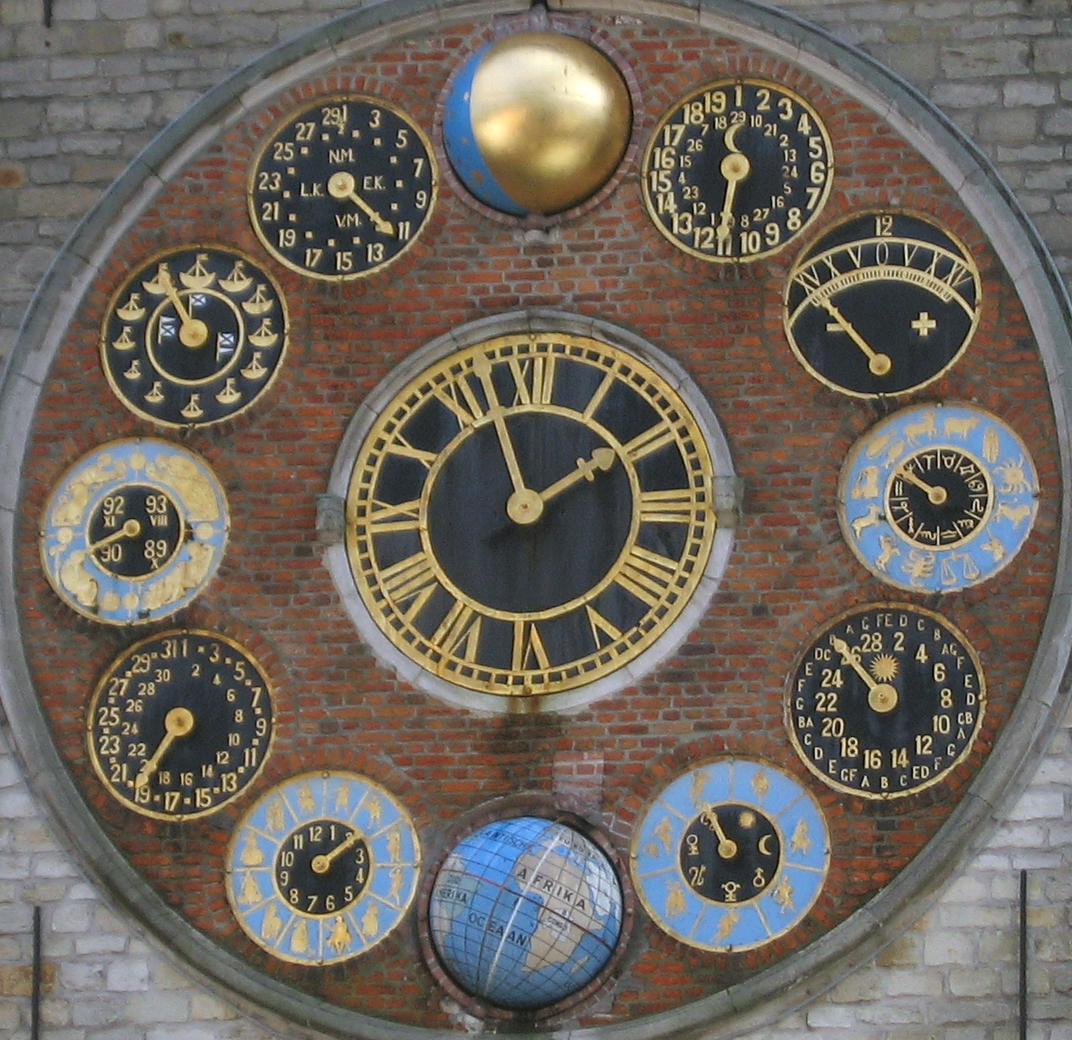
De "Jubelklok", met: klok, fasen van de maan, de cyclus van Meton, de epacta en de tijdsvereffening, de zodiac, de zonnecyclus en de zondagsletter, de week, de globe, de maanden, de datum, de seizoenen, de getijden en de schijngestalten van de maan.
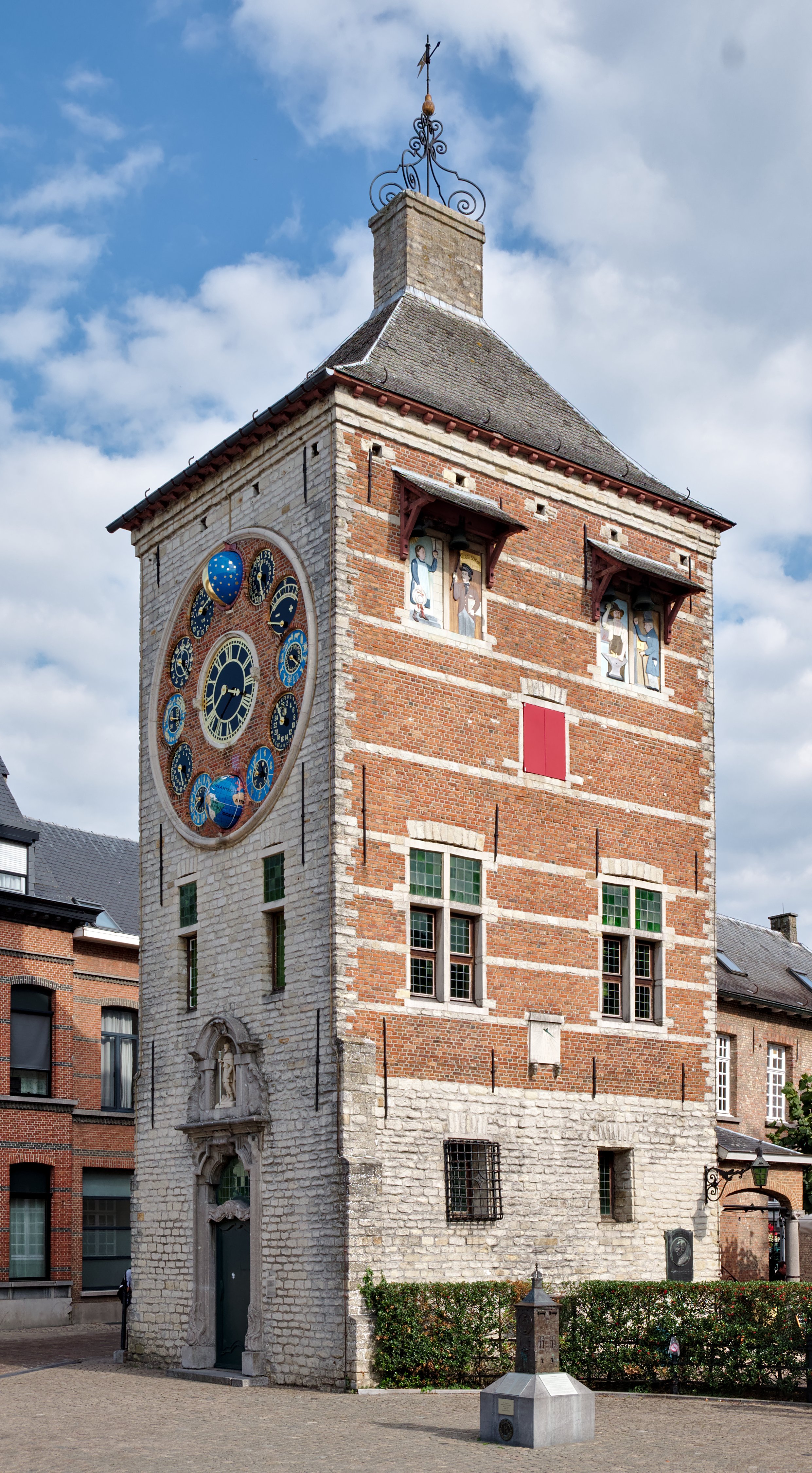
De Zimmertoren met vooraan de Jubelklok.
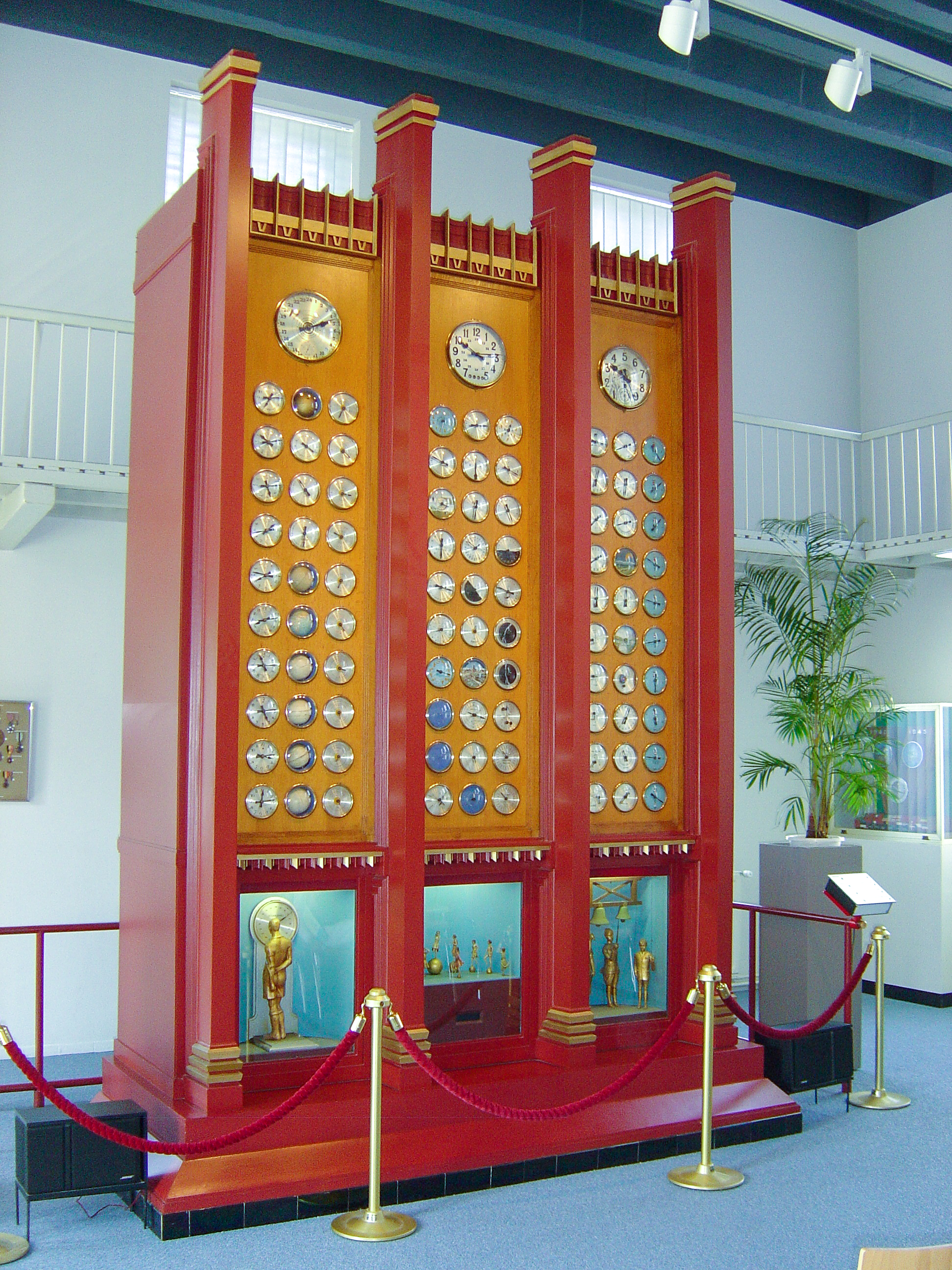
De Wonderklok
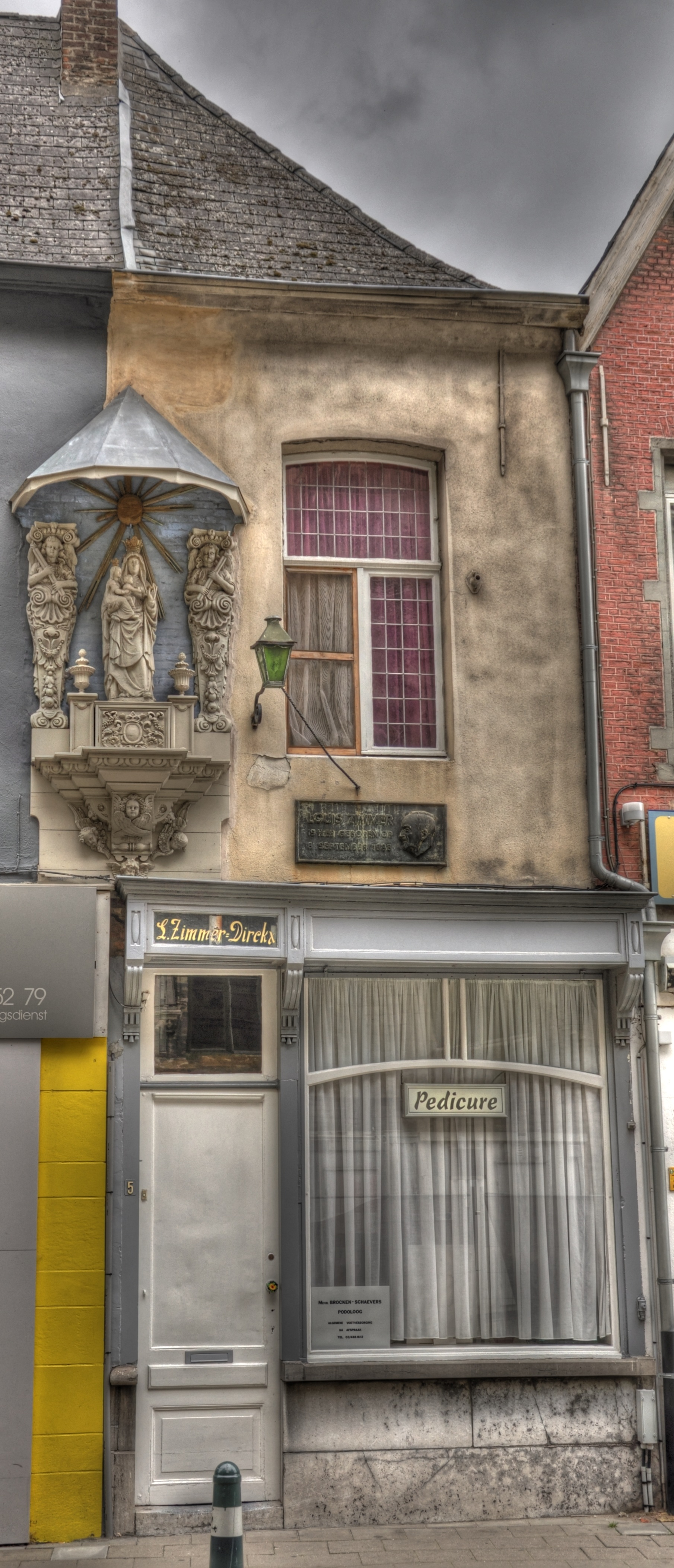
Het geboortehuis van Louis Zimmer in Lier in de Heilige-Geeststraat 5 naast de Sint-Gummaruskerk.
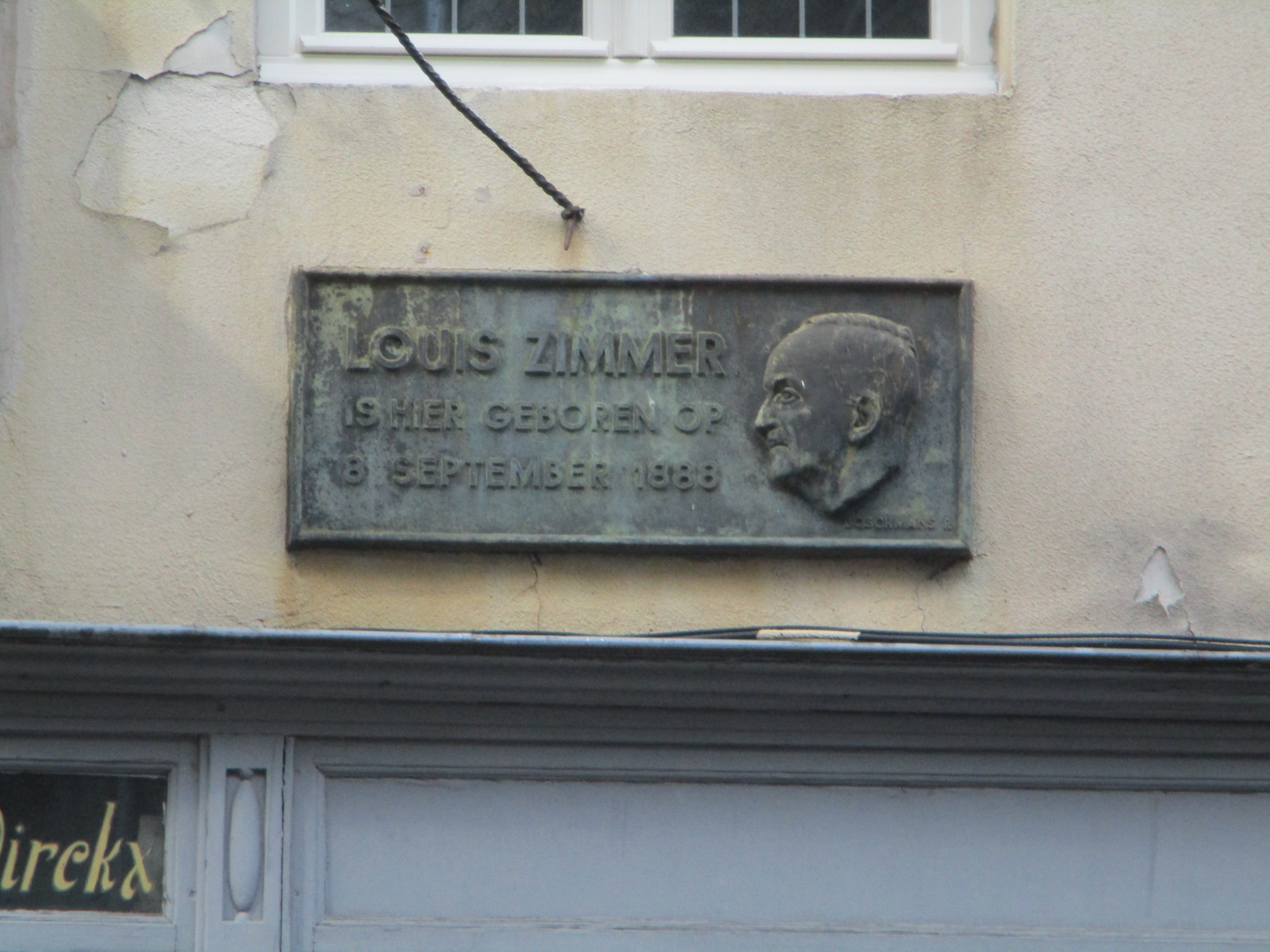
Herdenkingsplaat gemaakt door René Boschmans aan het geboortehuis van Louis Zimmer.
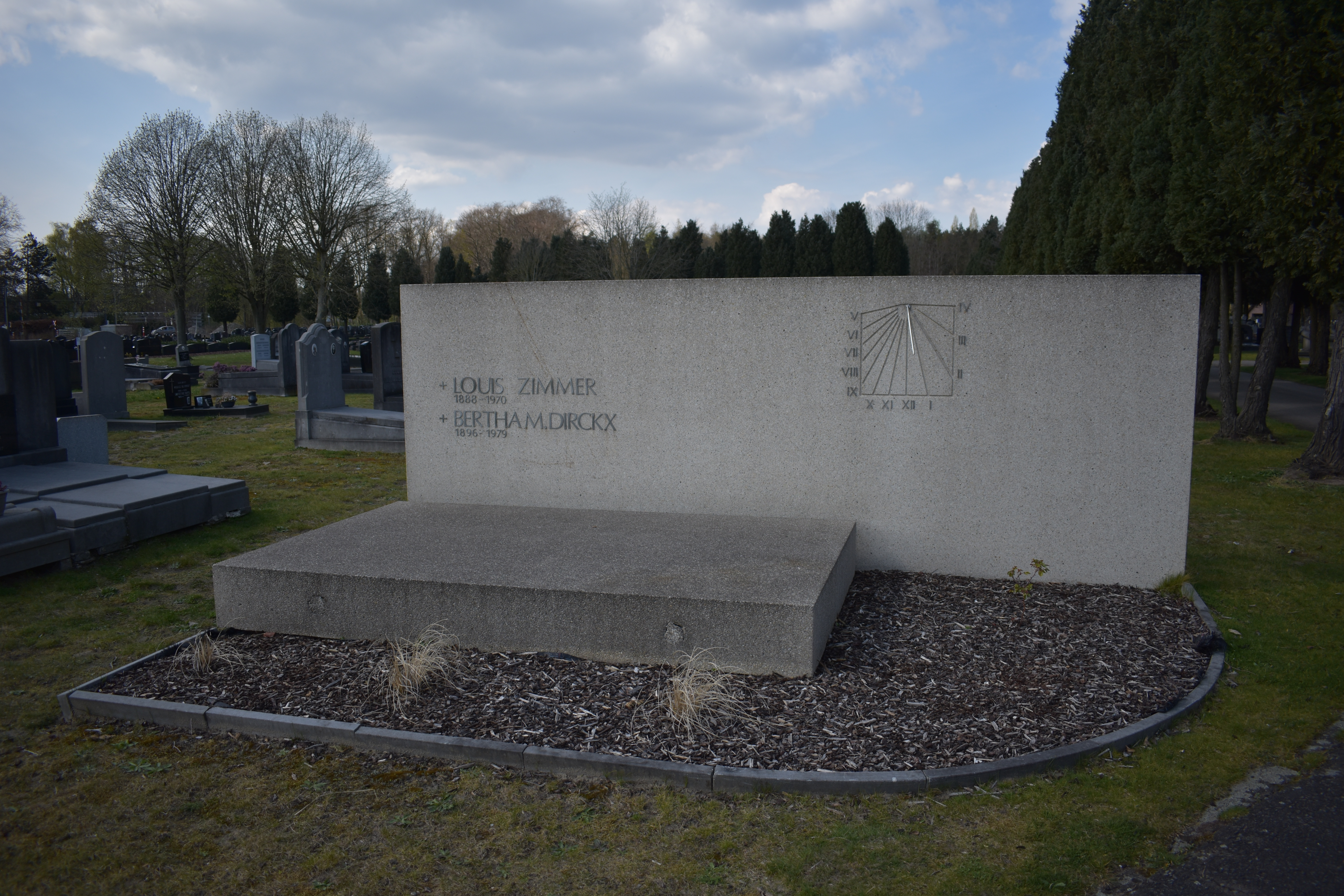
Het graf van Louis en zijn vrouw Bertha op de Lierse begraafplaats Kloosterheide.

- International Standard Name Identifier: 0000 0004 4428 5802
- Nederlandse Thesaurus van Auteursnamen: 381168069
- Virtual International Authority File: 313042997